# یان چالون
یان چالون (انگلیسی: Jan Čaloun؛ زادهٔ ۲۰ دسامبر ۱۹۷۲) بازیکن هاکی روی یخ اهل جمهوری چک بود.